# El yodo en la biología
El yodo es un oligoelemento esencial en los sistemas biológicos. Es el elemento más pesado que necesitan los organismos vivos y el segundo más pesado que se conoce en cualquier forma de vida (sólo el tungsteno, componente de algunas enzimas bacterianas, tiene un número atómico y un peso atómico mayores). Es un componente de las vías bioquímicas de organismos de todos los reinos biológicos, lo que sugiere su importancia fundamental a lo largo de la historia evolutiva de la vida.
El yodo es fundamental para el buen funcionamiento del sistema endocrino de los vertebrados y desempeña funciones menores en otros muchos órganos, incluidos los del aparato digestivo y reproductor. Una ingesta adecuada de compuestos que contienen yodo es importante en todas las etapas del desarrollo, especialmente durante los periodo fetal y período neonatal, y las dietas deficientes en yodo pueden presentar graves consecuencias para el crecimiento y el metabolismo.

## Funciones

### Tiroides
En la biología de los vertebrados, la función principal del yodo es como componente de las hormonas tiroideas, tiroxina (T4) y triyodotironina (T3). Estas moléculas están hechas de productos de adición-condensación del aminoácido tirosina y se almacenan antes de liberarse en una proteína que contiene yodo llamada tiroglobulina. T4 y T3 contienen cuatro y tres átomos de yodo por molécula, respectivamente; el yodo representa el 65% del peso molecular de T4 y el 59% de T3. La glándula tiroides absorbe activamente el yodo de la sangre para producir y liberar estas hormonas en la sangre, acciones que están reguladas por una segunda hormona, llamada hormona estimulante de la tiroides (TSH), que es producida por la glándula hipófisis. Las hormonas tiroideas son moléculas muy antiguas en la filogenia, que son sintetizadas por la mayoría de los organismos multicelulares, y que incluso tienen algún efecto sobre los organismos unicelulares. Las hormonas tiroideas juegan un papel fundamental en biología, actuando sobre los mecanismos de transcripción de genes para regular la tasa metabólica basal. T3 actúa sobre las células del intestino delgado y los adipocitos para aumentar la absorción de carbohidratos y la liberación de ácidos grasos, respectivamente. Una deficiencia de hormonas tiroideas puede reducir la tasa metabólica basal hasta en un 50 %, mientras que una producción excesiva de hormonas tiroideas puede aumentar la tasa metabólica basal en un 100 %. La T4 actúa en gran medida como precursora de la T3, que es (con excepciones menores) la hormona biológicamente activa.

A través de las hormonas tiroideas, el yodo tiene una relación nutricional con el selenio. Una familia de enzimas dependientes del selenio llamadas desyodasas convierte la T4 en T3 (la hormona activa) mediante la eliminación de un átomo de yodo del anillo de tirosina exterior. Estas enzimas también convierten la T4 en T3 inversa (rT3) al eliminar un átomo de yodo del anillo interno y también convierten la T3 en 3,3'-diyodotironina (T2) al eliminar un átomo del anillo interno. Los dos últimos productos son hormonas inactivadas que no tienen prácticamente ningún efecto biológico y se preparan rápidamente para su eliminación. A continuación, una familia de enzimas no dependientes del selenio desiodiniza aún más los productos de estas reacciones.
En realidad, la cantidad total de yodo en el cuerpo humano sigue siendo controvertida, y en 2001, M.T. Hays publicó en Thyroid que "es sorprendente que el contenido total de yodo del cuerpo humano siga siendo incierto después de muchos años de interés en el metabolismo del yodo. Sólo se ha medido con precisión el contenido de yodo de la glándula tiroides mediante escáner fluorescente, y ahora se estima bien que hay entre 5 y 15 mg en la glándula tiroides humana normal.

No se dispone de métodos similares para otros tejidos y para los órganos extratiroideos. Muchos investigadores informaron de diferentes cifras de 10-50 mg del contenido total de yodo en el cuerpo humano.

El selenio también desempeña un papel muy importante en la producción de glutatión, el antioxidante más potente del organismo. Durante la producción de las hormonas tiroideas, se produce peróxido de hidrógeno en grandes cantidades, por lo que un exceso de yodo en ausencia de selenio puede destruir la glándula tiroidea (a menudo descrito como una sensación de dolor de garganta); los peróxidos se neutralizan mediante la producción de glutatión a partir del selenio. A su vez, un exceso de selenio aumenta la demanda de yodo, y se producirá una deficiencia cuando la dieta sea alta en selenio y baja en yodo. [cita requerida]

### Yodo extratiroideo

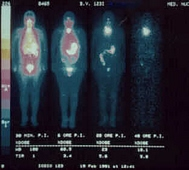
Secuencia de gammagrafías humanas con yoduro 123 tras una inyección intravenosa, (desde la izquierda) tras 30 minutos, 20 horas y 48 horas. Se observa una concentración elevada y rápida de radioyodo en órganos extratiroideos como el líquido cefalorraquídeo (izquierda), la mucosa gástrica y oral, las glándulas salivales, las paredes arteriales, el ovario y el timo. En la glándula tiroidea, la concentración de I es más progresiva, como en un depósito (del 1% a los 30 minutos, y después de 6, 20 h, al 5,8% después de 48 horas, de la dosis total inyectada).

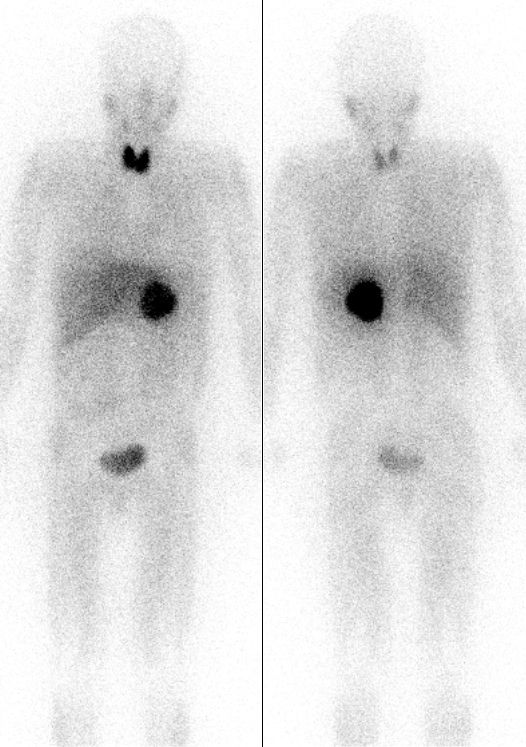
Un tumor de feocromocitoma se ve como una esfera oscura en el centro del cuerpo (está en la glándula suprarrenal izquierda). La imagen es por gammagrafía MIBG, mostrando el tumor por radiación de yodo radiactivo en la MIBG. Se ven dos imágenes del mismo paciente de frente y de espalda. La imagen del tiroides en el cuello se debe a la captación no deseada de yodo radioactivo procedente de un medicamento que contiene yodo radioactivo por parte de la glándula tiroides del cuello. La acumulación en los lados de la cabeza se debe a la captación de yoduro por parte de las glándulas salivales. La radiactividad también se observa por la captación en el hígado y la excreción y acumulación en la vejiga.

El yodo extratiroideo existe en otros órganos, incluidas las glándulas mamarias, los ojos, la mucosa gástrica, el cuello uterino, el líquido cefalorraquídeo, las paredes arteriales, los ovarios y las glándulas salivales. En las células de estos tejidos el ion yoduro (I−) entra directamente por el simportador de yoduro de sodio (NIS). En las glándulas mamarias y en la glándula tiroides de las ratas se producen respuestas tisulares diferentes para el yodo y el yoduro. El papel del yodo en el tejido mamario está relacionado con el desarrollo fetal y neonatal, pero no se conoce bien su función en los demás tejidos. Se ha demostrado que actúa como antioxidante y antiproliferante en varios tejidos que pueden captar yodo. Se ha demostrado que el yodo molecular (I2) tiene un efecto supresor sobre las neoplasias benignas y cancerosas.
La cantidad diaria de yodo recomendada por el Consejo de Alimentación y Nutrición de los Estados Unidos y el Instituto de Medicina oscila entre los 150 microgramos diarios para los adultos y los 290 microgramos diarios para las madres lactantes. Sin embargo, la glándula tiroides no necesita más de 70 microgramos al día para sintetizar las cantidades diarias necesarias de T4 y T3. Los niveles diarios recomendados de yodo, más elevados, parecen necesarios para el funcionamiento óptimo de otros sistemas corporales, como las mamas lactantes, la mucosa gástrica, las glándulas salivales, la mucosa oral, las paredes arteriales, el timo, la epidermis, el plexo coroideo y el líquido cefalorraquídeo, entre otros.

### Otras funciones
También se ha demostrado que el yodo y la tiroxina estimulan la espectacular apoptosis de las células de las branquias, la cola y las aletas de las larvas durante la metamorfosis en los anfibios, así como la transformación de su sistema nervioso del renacuajo acuático y herbívoro en el del adulto terrestre y carnívoro. La especie de rana Xenopus laevis ha demostrado ser un organismo modelo ideal para el estudio experimental de los mecanismos de apoptosis y el papel del yodo en la biología del desarrollo.
Los agentes que contienen yodo pueden ejercer un efecto diferencial sobre diferentes especies en un sistema agrícola. El crecimiento de todas las cepas de Fusarium verticillioides se inhibe significativamente con un fungistático que contiene yodo (AJ1629-34EC) en concentraciones que no dañan el cultivo. Este podría ser un tratamiento agrícola antifúngico menos tóxico debido a su química relativamente natural.

## Recomendaciones dietéticas
El Instituto de Medicina de EE. UU. (IOM, por sus siglas en inglés) actualizó los requisitos promedio estimados (EAR, por sus siglas en inglés) y las cantidades dietéticas recomendadas (RDA, por sus siglas en inglés) de yodo en 2000. Para personas de 14 años en adelante, la dosis diaria recomendada de yodo es de 150 μg/día; la dosis diaria recomendada para mujeres embarazadas es de 220 μg/día y la dosis diaria recomendada durante la lactancia es de 290 μg/día. Para niños de 1 a 8 años, la dosis diaria recomendada es de 90 μg/día; para niños de 8 a 13 años, 130 μg/día. Como consideración de seguridad, el IOM establece niveles máximos de ingesta tolerable (UL) para vitaminas y minerales cuando la evidencia es suficiente. El UL para yodo para adultos es 1100 µg/día. Este UL se evaluó analizando el efecto de la suplementación sobre la hormona estimulante de la tiroides. En conjunto, las EAR, las RDA, las AI y las UL se denominan ingestas dietéticas de referencia (DRI).
La Autoridad Europea de Seguridad Alimentaria (EFSA) se refiere al conjunto colectivo de información como Valores de Referencia Dietéticos, con Ingesta de Referencia de la Población (PRI) en lugar de RDA, y Requerimiento Promedio en lugar de EAR; AI y UL se definen igual que en los Estados Unidos. Para mujeres y hombres mayores de 18 años, el PRI de yodo se establece en 150 μg/día; el PRI durante el embarazo o la lactancia es de 200 μg/día. Para niños de 1 a 17 años, el PRI aumenta con la edad de 90 a 130 μg/día. Estos PRI son comparables a las RDA de los EE. UU. con la excepción de la lactancia.  La EFSA revisó la misma cuestión de seguridad y fijó su UL para adultos en 600 μg/día, que es un poco más de la mitad del valor estadounidense. En particular, Japón redujo su UL de yodo para adultos de 3000 a 2200 µg/día en 2010, pero luego lo volvió a aumentar a 3.000 µg/día en 2015.
A partir del año 2000, la mediana de consumo observado de yodo en los alimentos en los Estados Unidos fue de 240 a 300 μg/día para hombres y 190 a 210 μg/día para las mujeres. En Japón, el consumo es mucho mayor debido al consumo frecuente de algas marinas o algas kombu. La ingesta diaria promedio en Japón oscila entre 1000 y 3000 μg/día; estimaciones anteriores sugerían una ingesta promedio de hasta 13 000 μg/día.

### Etiquetado
Para fines de etiquetado de alimentos y suplementos dietéticos de EE. UU., la cantidad en una porción se expresa como un porcentaje del valor diario (% DV). Para el yodo específicamente, el 100 % del valor diario se considera 150 μg, y esta cifra se mantuvo en 150 μg en la revisión del 27 de mayo de 2016. En la sección Ingesta Diaria de Referencia se ofrece una tabla con los antiguos y nuevos valores diarios para adultos.